# كلانسي كارلايل
كلانسي كارلايل (بالإنجليزية: Clancy Carlile)‏ (18 يناير 1930، أوكلاهوما في الولايات المتحدة - 4 يونيو 1998، أوستن في الولايات المتحدة)؛ كاتب سيناريو وروائي أمريكي.

## روابط خارجية
- كلانسي كارلايل على موقع IMDb (الإنجليزية)
- كلانسي كارلايل على موقع قاعدة بيانات الفيلم (الإنجليزية)